# Zhang Ning
Zhang Ning (en chino: 張寧; Jinzhou, 19 de mayo de 1975) es una deportista china que compitió en bádminton, en la modalidad individual.
Participó en dos Juegos Olímpicos de Verano, obteniendo dos medallas de oro: en Atenas 2004 y Pekín 2008, ambas en la prueba individual. Ganó cinco medallas en el Campeonato Mundial de Bádminton entre los años 2001 y 2007.

## Palmarés internacional
| Juegos Olímpicos   | Juegos Olímpicos         | Juegos Olímpicos  | Juegos Olímpicos |
| Año                | Lugar                    | Medalla           | Prueba           |
| ------------------ | ------------------------ | ----------------- | ---------------- |
| 2004               | Atenas (Grecia)          | Medalla de oro    | Individual       |
| 2008               | Pekín (China)            | Medalla de oro    | Individual       |
| Campeonato Mundial |                          |                   |                  |
| Año                | Lugar                    | Medalla           | Prueba           |
| 2001               | Sevilla (España)         | Medalla de bronce | Individual       |
| 2003               | Birmingham (Reino Unido) | Medalla de oro    | Individual       |
| 2005               | Anaheim (Estados Unidos) | Medalla de plata  | Individual       |
| 2006               | Madrid (España)          | Medalla de plata  | Individual       |
| 2007               | Kuala Lumpur (Malasia)   | Medalla de bronce | Individual       |